# Grußformel (Korrespondenz)
Beim Abfassen von Briefen ist am Schluss die Grußformel oder Schlussformel (französisch formule de courtoisie) üblich. Sie wird nur einmal verwendet, also nicht nach einem Postskriptum. Die Auswahl der sprachlichen Mittel hängt vom jeweiligen Texttyp ab. Je nach Texttyp liegen die Regeln zur Abfassung auch in Form von Regelwerken vor, wie etwa bei Briefen in Briefstellern.
Eine Grußformel ist auch ein Bestandteil des Kanzleizeremoniells und wird dort für unterschiedliche Textarten verwandt (Urkunden, Kanzleischreiben (lettre de cérémonie), Kabinettsschreiben (lettre de cabinet), Handschreiben (Chirografo) usw.).

## Geschichte
Im Mittelalter waren Briefschlussformeln wie „datum die nativitatis S. Ioannis A. D. [= anno Domini] MCCCL“ üblich (lateinisch für: „gegeben am Tag der Geburt Johannes des Täufers im Jahr des Herrn 1350“).

## DIN
Für die Grußformel insbesondere für geschäftliche Korrespondenz können die Vorgaben von DIN 5008 und DIN 676 verwendet werden, welche die Grußformel formal beschreiben. Demnach ist sie mit einer Leerzeile vom Text des Briefes abzusetzen und endet ohne Punkt. Die darunter gesetzte Unterschrift wiederum erfordert drei weitere Leerzeilen, falls Postskriptum und/oder Anlagenvermerk folgen. Eine maschinengeschriebene Wiederholung des Namens des Unterzeichners gilt als höflich – sofern der Name nicht bereits aus einem persönlichen Briefkopf deutlich hervorgeht.

## Allgemeine Grußformeln
- „Freundliche Grüße“ / „Beste Grüße“ / „Schöne Grüße“
- „Mit freundlichem/bestem/schönem Gruß(e)“
- „Mit freundlichen/besten/schönen Grüßen“
- „Es grüßt (Sie) … (Name)“
- „Viele Grüße aus … (Wohnort/Region)“
- „Viele Grüße nach... (Ort/Region)“

Nach der Grußformel ist im Deutschen kein Satzzeichen zu verwenden, es sei denn, die Grußformel ist Teil des letzten Satzes, dann gilt die reguläre Zeichensetzung und Groß- und Kleinschreibung; ein Punkt ist jedoch am Ende des Satzes nicht zu setzen. Im angelsächsischen Sprachraum wird in bestimmten Fällen mit einem Komma abgeschlossen.

## Diplomatische Grußformeln

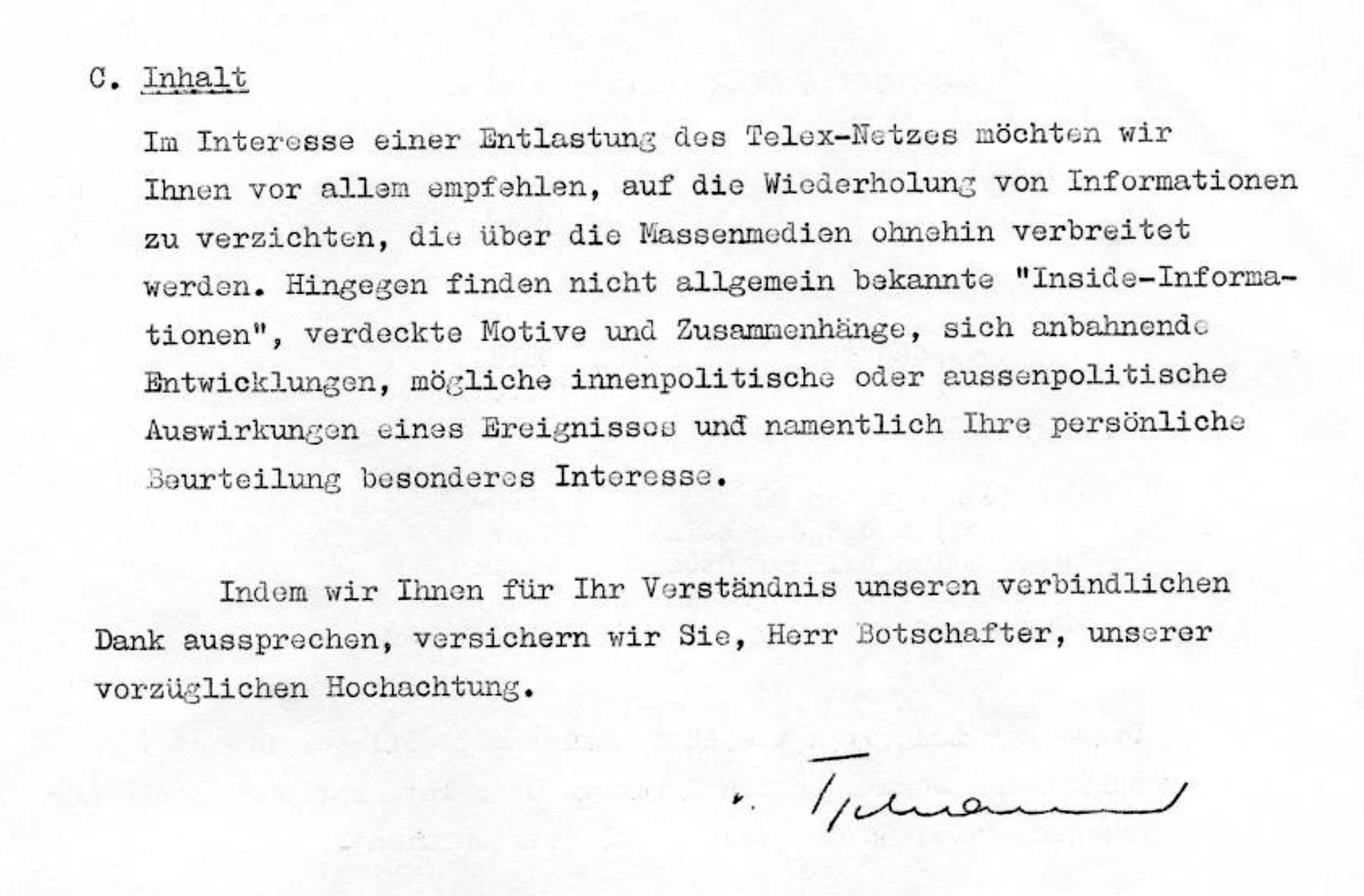
Diplomatische Grußformel (Benedikt von Tscharner, 1971, zu dieser Zeit Chef des Integrationsbüros EPD/EVD)

Eine diplomatische Note wird dem französischen Zeremoniell folgend üblicherweise mit einer besonderen Schlussgrußformel abgeschlossen:
- Gerne nutze ich diesen Anlass, um Exzellenz …, (erneut) meiner … Hochachtung zu versichern.
- Genehmigen Sie … die Versicherung meiner … Hochachtung.

Dabei erhalten
- der Apostolische Nuntius, außerordentliche und bevollmächtigte Botschafter und Gesandte die „ganz ausgezeichnete Hochachtung“
- ein Geschäftsträger, ein Botschaftsrat die „ausgezeichnete Hochachtung“
- alle anderen fremden Diplomaten die „vorzügliche Hochachtung“.

## Grußformeln für Geschäftsbriefe
Neutral, sehr häufig verwendet:
- „Mit freundlichen Grüßen“
- „Freundliche Grüße“
- „Mit freundlichem Gruß(e)“
- „Mit besten Grüßen“

Heute vor allem noch in amtlichen Schreiben:
- „Hochachtungsvoll“
- „Mit vorzüglicher Hochachtung“
- „Mit dem Ausdruck meiner vorzüglichen Hochachtung“

Die letzten drei Grußformeln werden jedoch kaum noch verwendet, da sie recht förmlich erscheinen. Im Geschäftsverkehr werden sie daher unter Umständen von manchen Adressaten als unhöflich empfunden, denn die ihnen innewohnende Höflichkeit kann nicht unbedingt mit einem Gruß gleichgesetzt werden – bedeutend ist, dass in diesen Formeln bewusst kein (freundlicher) Gruß mehr ausgesprochen wird, sondern als letzte Wahrung der Form lediglich ein Ausdruck der Achtung, d. h. des Respekts vor dem Korrespondenzpartner erfolgt, beispielsweise bei der letztmaligen Mahnung vor Einleitung eines gerichtlichen Mahnverfahrens. In der Korrespondenz unter Rechtsanwälten gilt die Formel „Mit (vorzüglicher) kollegialer Hochachtung“ als äußerst unhöflich, unter Ärzten ist sie dagegen allgemein üblich.
Spezielle Firmenkorrespondenz:
- „Mit bester Empfehlung“
- „Mit besten Empfehlungen“
- „Mit verbindlichen Grüßen“
- „Mit den allerbesten Wünschen“

Solche Formeln eignen sich insbesondere, wenn anliegend etwas überreicht wird (Dokumente, Informationen, Gratiswaren) oder sich Firmen tatsächlich für Dienstleistungen oder als Warenanbieter empfehlen.
Beispiel für eine komplette Schlussformel in einem Geschäftsbrief:
Wir danken Ihnen für Ihre Kooperation und verbleiben

mit freundlichen Grüßen

Bankhaus Haßloch & Cie. KGaA

ppa. Dr. Markus Möglich
In dem Beispiel ist, anders als verbreitet angenommen, kein Punkt hinter der Grußformel zu setzen.

## Grußformeln für private Korrespondenz
Neutral:
- „Viele Grüße“
- „Beste Grüße“
- „Freundliche Grüße“

Spezielle Grüße:
- „Mit den besten Grüßen aus … (Ort)“
- „Grüße aus dem sonnigen … (Ort)“
- „Mit den besten Grüßen nach … (Ort)“

Freundschaftlich:
- „Schöne Grüße“
- „Herzliche Grüße“
- „Liebe Grüße“
- „In Verbundenheit“
- „Mit besten Wünschen“
- „Tschüs(s),“ (mit Komma)
- „Servus,“ (mit Komma)
- „Bis bald,“ (mit Komma)

Intimere oder vertrautere Verhältnisse:
- „Viele liebe Grüße“
- „Ganz liebe Grüße“
- „Alles Liebe“
- „Alles Gute“

Anstelle oder zusätzlich zu obigen Schlussformeln wird häufig vor den eigenen (Vor-)Namen „Dein“ bzw. „Deine“ gesetzt, z. B.:
- „In Liebe, Dein(e) …“

## Spezielle Grußformeln für bestimmte Adressaten
Neben allgemeinen Grußformeln für geschäftliche und private Korrespondenz gibt es eine große Zahl von speziellen Grußformeln, die bei Schreiben an bestimmte Adressaten verwendet werden. Diese finden zumeist im Zusammenhang mit öffentlichen, kirchlichen oder diplomatischen Ämtern Verwendung. Adressatenbezogene Grußformeln zu kennen und zu verwenden (bspw. „vollkommene Hochachtung“ für den Deutschen Bundespräsidenten), gilt meist als Ausdruck guter Erziehung und Umgangsformen des Schreibenden. Sie drückt zugleich den Respekt für die soziale Rolle des Adressaten aus. Im Umkehrschluss kann die bewusste Nicht-Verwendung einer speziellen Grußformel oftmals als Ausdruck von Missachtung des Schreibenden für den Adressaten oder die von ihm ausgeübte soziale Funktion verstanden werden. Da es eine große Zahl an speziellen Grußformeln gibt und deren korrekter Verwendung eine hohe soziale Bedeutung zukommen kann, hat sich ein spezieller Zweig der Benimm-Literatur herausgebildet, in dem die verschiedenen Formen von adressatenbezogenen Anreden und Grußformeln verzeichnet sind.
Beispiele für Anreden hoher Amtsträger:
- Bundespräsident: „vollkommene Hochachtung“
- Präsident des Deutschen Bundestages: „ganz ausgezeichnete Hochachtung“
- Bundeskanzler: „ganz ausgezeichnete Hochachtung“
- Präsident des Bundesrates: „ganz ausgezeichnete Hochachtung“
- Präsident des Bundesverfassungsgerichtes: „ganz ausgezeichnete Hochachtung“
- Bundesminister: „ausgezeichnete Hochachtung“
- Ministerpräsident: „ausgezeichnete Hochachtung“
- vorzügliche Hochachtung
- besondere Hochachtung

## Spezielle Grußformeln innerhalb bestimmter Gruppen
Grußformeln, die nur zwischen Angehörigen einer bestimmten Gruppe verwendet werden (bspw. „mit gewerkschaftlichem Gruße“ unter Gewerkschaftsmitgliedern), haben den Zweck, das Gefühl der Gruppenzugehörigkeit zu stärken („wir Gewerkschafter“) und sich gegenüber Dritten („Nicht-Gewerkschafter“) abzugrenzen. Die Nutzung beziehungsweise Vermeidung solcher Grußformeln kann zugleich ausdrücken, wie sehr sich einzelne Mitglieder mit der Gruppe und den dort gepflegten Umgangsformen identifizieren. Zuletzt stellt sie die Korrespondenz in den Kontext der Gruppenmitgliedschaft. Andersherum kann der Verzicht auf die Grußformel „mit gewerkschaftlichen Grüßen“ in einem Schreiben zwischen zwei Gewerkschaftsmitgliedern deutlich machen, dass es sich bei dem Inhalt des Schreibens ausdrücklich nicht um eine die Gewerkschaftsmitgliedschaft berührende Angelegenheit handelt.
Christliche Grüße:
- „Herzliche Segensgrüße“
- „Liebe Segensgrüße“ (vertraulicher)
- „In Christus verbunden“ (auch „In Christus“, „In Ihm verbunden“, „In Christi Blut verbunden“)
- „Mit brüderlichen Grüßen“, „Mit geschwisterlichen Grüßen“
- „Gruß und Segen“
- „Mit ökumenischem Gruß“
- „In brüderlicher/geschwisterlicher Verbundenheit“

Mit Bezug auf Verbände oder Vereinigungen:
- „Mit gewerkschaftlichem Gruß“ – Grußformel für Geschäftsbriefe von Gewerkschaftern.
- „Mit sportlichem Gruß“ – für Inhalte zum Thema Sport.
- „Mit reiterlichem Gruß“ – unter Reitern.
- „Mit gebärdenfreundlichen Grüßen“ – Grußformel zwischen Gehörlosen, Schwerhörigen und Gebärdensprachlern.
- „Mit Fliegergruß“, „Glück ab, gut Land“, „Hals- und Beinbruch“ – diese Grußformeln werden von Fliegern und Piloten benutzt; daneben (alt): „many happy landings“, neu: „happy landings“; „Blue Sky“.
- „Mit kameradschaftlichen Grüßen“ – Grußformel zwischen aktiven Soldaten sowie Reservisten und unter Kameraden der Feuerwehr und des THW.
- „Mit kollegialen Grüßen“ – Grußformel bei gleichem Berufsstand, z. B. zwischen Ärzten oder Rechtsanwälten.
- „Mit solidarischen (oder sozialistischen/sozialdemokratischen) Grüßen“ – in der politischen Linken verbreitete Grußformel.
- „Mit bundesbrüderlichen Grüßen“ – zwischen Verbindungsstudenten derselben Verbindung. Auch: „Mit Brudergruß und Handschlag“
- „Mit den besten Wünschen“ – u. a. auch unter Corpsstudenten übliche Grußformel.
- „Gut Pfad“ – Grußformel der Pfadfinderbewegung.
- „Gut Wehr“ – Grußformel der Freiwilligen Feuerwehren in Österreich.
- „Mit corpsbrüderlichen Grüßen“ – zwischen Corpsstudenten desselben Corps.
- „Mit burschenschaftlichen Grüßen“ – zwischen Burschenschaftern.
- „Mit ordensbrüderlichem Gruß“ – zwischen Ordensbrüdern.
- „Mit sozialistischem Gruß“ – veraltete Grußformel in der DDR.
- „Mit Schützengruß“ – unter Sportschützen.
- „Mit rotarischen Grüßen“ – unter Mitgliedern der gemeinnützigen Organisation Rotary International
- „Mit karnevalistischem Gruß“ oder „Mit närrischem Gruß“ – in Karnevalsvereinen.
- „Mit schachlichen Grüßen“ – zwischen Schachfreunden (gleiche Vereinszugehörigkeit nicht erforderlich).
- „vy 73“ oder „vy 73 de <Vorname>, <Rufzeichen>“ – zwischen Funkamateuren, die Abkürzungen „vy“ (für engl. „very“) und „de“ (von) sowie der Zifferncode 73 (für „herzliche Grüße“) stammen aus der Telegrafie.[2]
- „Mit freundlichem Glückauf!“ – im Bergbau im dienstlichen und privaten Schriftverkehr sowie an der montanistischen Hochschule als Grußformel genutzt.
- „Ahoi!“ – veraltete Grußformel unter Seeleuten
- „Mit brüderlichen Grüßen“ oder „Mit brdl. Grüßen“ – unter Mitgliedern bzw. Brüdern Freimaurerischer Logen

## Veraltete Grußformeln
Folgende Formeln sind heute veraltet und nicht mehr zu empfehlen, sie klingen unzeitgemäß:
- „Mit dem Ausdruck meiner vorzüglichen Hochachtung“
- „Mit vielen Grüßen bin ich Ihr ergebener (Name)“
- „Mit vielen Grüßen bin ich Ihr ergebener Diener“
- „Mit größtem Respekt und bewundernder Hochachtung verbleibe ich in demütiger Hoffnung“
- „In Ehrfurcht ersterbend (Adressat) untertänigster (Name)“[3]

## Korrespondenz zwischen Behörden
Gewöhnliche behördliche Schreiben an eine andere Behörde enthalten in aller Regel keine Schlussformel, es wird nur der Name und ggf. die Amtsbezeichnung und ggf. die berufliche Funktion angegeben. Vor der Unterschrift kann ein Hinweis auf die Legitimation des Verfassers erfolgen, insofern der Unterzeichner „im Auftrag“, „auf Anordnung“ oder „in Vertretung“ unterschreibt.

## Abkürzungen
In manchen Bereichen, vor allem in elektronischer Korrespondenz und Internet-Foren, werden Abkürzungen für Grüße verwendet. Siehe Liste von Abkürzungen (Netzjargon).
- „MfG“, „mfg“ – „Mit freundlichen Grüßen“
- „MlG“, „mlg“ – „Mit liberalen Grüßen“
- „MsG“, „msg“ – „Mit solidarischem/sozialdemokratischem Gruß“
- „LG“, „lg“ – „Liebe Grüße“
- „GaLiGrü“, „galigrü“ – „Ganz liebe Grüße“
- „VG“, „vg“ – „Viele Grüße“
- „SG“, „sg“ – „schöne Grüße“
- „Hav“, „hav“ – „Hochachtungsvoll“

## Verbotene Grußformel in spezifischem Kontext
In Deutschland ist es nach § 86a StGB (Verwenden von Kennzeichen verfassungswidriger Organisationen) strafbar, die Grußformel
- „mit deutschem Gruß“

in Briefen zu verwenden, „deren äußere Aufmachung und deren Inhalt eindeutig erkennen lassen, daß dies im nationalsozialistischen Sprachgebrauch gemeint ist“, wenn die „Weitergabe“ des Briefes „darauf gerichtet ist, die Schrift ihrer Substanz nach einem größeren Personenkreis zugänglich zu machen, wobei dieser nach Zahl und Individualität so groß sein muss, dass er für den Täter nicht mehr kontrollierbar ist […]. Dazu reicht die Weitergabe an einzelne bestimmte Dritte nicht aus, wenn nicht feststeht, dass der Dritte seinerseits die Schrift weiteren Personen überlassen werde.“